# Infernal (Deense band)
Infernal is een Deense dance groep die in 1997 in eigen land doorbrak met de debuutsingle Sorti de l'enfer. De groep bestaat momenteel uit Lina Rafn (1976) en Paw Lagermann (1977). Oorspronkelijk behoorde ook Søren Haahr bij Infernal, maar hij koos ervoor om na het debuutalbum Infernal Affairs de groep Red$tar op te richten en Infernal te verlaten. Overigens werd in 2003 nog wel eenmalig samen een single uitgebracht.
Een van hun eerste successen was Kalinka, waarin de Russische volksmelodie Drobushki verwerkt was. Het daarop volgende album werd direct beloond met een belangrijke Deense muziekonderscheiding. In de hierop volgende jaren werden verschillende succesvolle singles uitgebracht.
In 2004 werd de single From Paris to Berlin uitgebracht, die overigens ook wereldwijd een succes werd en de top 5 van het Verenigd Koninkrijk behaalde.

## Discografie

### Albums
- Infernal Affairs (1998)
- Remixed Affairs (compilatie) (1998)
- Waiting for Daylight (2001)
- Muzaik (2001)
- From Paris to Berlin (2004)
- From Paris to Berlin (International Edition) (2005)
- Electric Cabaret (2008)
- Fall From Grace (2010)

### Singles
- Sorti de l'Enfer (1997)
- Highland Fling (1998)
- Kalinka (1998)
- Voodoo Cowboy (1998)
- Your Crown (feat. Xenia) (1999)
- Serengeti (2000)
- Sunrise (2000)
- Muzaik (2001)
- You Receive Me (2001)
- Humbled By Nature (2001)
- Let Me Hear You Say Yeah (2001)
- The Cult of Noise (feat. Snap!) (2003)
- Banjo Thing (feat. Red$tar) (2003)
- Cheap Trick Kinda Girl (2004)
- Keen on Disco (2005)
- A to the B (2005)
- From Paris To Berlin (World Cup Song) (2005)
- From Paris To Berlin (2006)
- I Won't Be Crying (2007)
- Self Control (2007)
- Ten Miles (2007)
- Downtown Boys (2008)
- Whenever You Need Me (2008)
- Electric Light (2009)
- Redefinition (2009)
- Love Is All (2010)
- Alone, Together (2010)
- Speakers On (feat. Kato) (2011)

| Single met eventuele hitnotering(en) in de Nederlandse Top 40 | Datum van verschijnen | Datum van binnenkomst | Hoogste positie | Aantal weken | Opmerkingen |
| ------------------------------------------------------------- | --------------------- | --------------------- | --------------- | ------------ | ----------- |
| From Paris to Berlin                                          |                       | 17-6-2006             | 9               | 17           |             |
| I won't be crying                                             |                       | 23-6-2007             | tip13           | -            |             |